# 于骏
于骏（1972年8月—），男，中华人民共和国外交官，现任中华人民共和国驻乌兹别克斯坦共和国特命全权大使。

## 生平
于骏曾任驻哈巴罗夫斯克总领事馆副总领事、驻圣彼得堡总领事馆副总领事和外交部欧亚司参赞。2020年，任外交部欧亚司副司长。2023年7月，出任中华人民共和国驻乌兹别克斯坦大使。